# Тетела-дель-Волькан (муниципалитет)
Тетела-дель-Волькан (исп. Tetela del Volcán) — муниципалитет в Мексике, штат Морелос, с административным центром в одноимённом городе. Численность населения, по данным переписи 2010 года, составила 19 138 человек.

## Общие сведения
Название происходит от астекского Tetella или Tetetla, что можно перевести как каменистая местность.
Муниципалитет расположен на северо-востоке штата на склонах вулкана Попокатепетль, его площадь равна 98 км², что составляет 2 % от площади штата. Он граничит с другими муниципалитетами штата Морелос: на юге с Сакуальпаном и на западе с Окуйтуко. Также Тетела-дель-Волькан граничит с другими штатами Мексики — на севере с Мехико и на востоке с Пуэблой.

## Учреждение и состав
Муниципалитет был образован 31 января 1937 года, в его состав входит 28 населённых пунктов, самые крупные из которых:
| Код INEGI | Населённый пункт                             | Численность населения (2005 год) | Численность населения (2010 год) |                                           |
| 022       | Всего                                        | 17 255                           | 19 138                           |                                           |
| 0001      | Тетела-дель-Волькан (административный центр) | 9 053                            | 10 199                           | Населённые пункты на карте муниципалитета |
| 0002      | Уэяпан (исп. Hueyapan)                       | 6 014                            | 6 478                            | Населённые пункты на карте муниципалитета |
| 0003      | Тлальмимилульпан (исп. Tlalmimilulpan)       | 1 533                            | 1 637                            | Населённые пункты на карте муниципалитета |
| 0005      | Ломас-Линдас (исп. Lomas Lindas)             | 173                              | 183                              | Населённые пункты на карте муниципалитета |
| 0023      | Тлаламайокан (исп. Tlalamayocan)             | 88                               | 108                              | Населённые пункты на карте муниципалитета |

## Экономическая деятельность
По статистическим данным 2000 года, работоспособное население занято по секторам экономики в следующих пропорциях: сельское хозяйство и скотоводство — 61,6 %, промышленность и строительство — 11,6 %, сфера обслуживания и туризма — 25,9 %.

## Инфраструктура
По статистическим данным 2010 года, инфраструктура развита следующим образом:
- электрификация: 97,8 %;
- водоснабжение: 97,4 %;
- водоотведение: 59,6 %.

## Туризм
Основные достопримечательности:
- церковь Святого Хуана Баутиста, построенная в 1571 году;
- пейзажи вулкана Попокатепетль;
- река, протекающая через ущелье Амацинак длиной более 8 км.